# Molophilus (Austromolophilus) gweeon
Molophilus (Austromolophilus) gweeon is een tweevleugelige uit de familie steltmuggen (Limoniidae). De soort komt voor in het Australaziatisch gebied.